# 金手指網路廣告獎
在1999年成立的金手指網路廣告獎，也稱作金手指網路獎，是華文界的一個廣告網路獎。

## 概要
金手指網路廣告獎一開始，是由中時電子報、PC Home Online、中國時報系及PC Home電子報四家數位媒體共同合作舉辦。金手指網路廣告獎是華文界的第一個網路大獎，主要鼓勵「網路」及「網路廣告」兩大項的創意傑作，獎勵每件創意作品背後的工作者，同時也帶動網路使用者對網路世界的參與。目前的徵集對象包含了兩岸三地同步徵件，並且由顧問團與評審團評審作品，在華文網路圈具有權威影響力。
金手指網路廣告獎成立時分三類：網路廣告類、網站類、其它平台運用類。
2016年，金手指網路獎與第39屆時報華文廣告金像獎合併，由旺旺中時媒體集團時際創意傳媒主辦。

## 歷屆
- 第8屆：
  - 改以產業別作為報名之區分[2]。
  - 2007年7月26日舉行頒獎典禮。
- 第10屆：
  - 改由PChome Online與中時電子報共同主辦，台灣網路資訊中心、國泰產險、台北市網際網路廣告暨媒體經營協會共同協辦[3]。
  - 2009年12月3日舉行頒獎典禮。
- 第12屆：
  - 由時報資訊主辦
  - 2011年12月22日舉行頒獎典禮。
  - 當年共計748件作品報名參賽，創下歷年來參賽件數最多的歷史新高記錄
- 第13屆：
  - 由時報資訊主辦。
  - 2012年12月20日舉行頒獎典禮。
  - 當年從缺比例明顯高過往年，53個獎項當中有17個項目從缺，比例達32%[4]。
- 第15屆：
  - 由時報資訊與臺北市數位行銷協會聯合主辦，活動主軸為「就是要隨變」
  - 2014年12月3日，於金門風獅爺購物中心舉辦頒獎典禮。

## 外部連結
- 金手指網路廣告獎的Facebook專頁
- 第十三屆金手指網路廣告獎
- 第十五屆金手指網路廣告獎